# Albert Boudon-Lashermes
Pour les articles homonymes, voir Boudon.
Albert Boudon-Lashermes, ou ABL, ou aussi Albert Boudon, né au Puy-en-Velay le 28 février 1882, mort le 12 juillet 1967 à Brives-Charensac, est un auteur régionaliste, érudit, généalogiste, de langue française, à l’œuvre pléthorique.
C'est aussi un poète de langue provençale qui appartint au mouvement du félibrige et qui fut reconnu par Frédéric Mistral. Il domine la vie culturelle du Puy-en-Velay pendant la grande première moitié du XXe siècle.

## Biographie

### Origines familiales
Albert Boudon-Lashermes est né au Puy dans une famille aisée et érudite, demeurant au 36, boulevard Saint-Louis. Son père, Georges Boudon (1854-1926), et son oncle sont avoués, un deuxième oncle, Albert Boudon, est féru d’histoire et de généalogie et auteur de plusieurs ouvrages sur le Velay. Ensemble, ils ont terminé un arbre généalogique complet de la famille Garnier depuis Warnachaire Ier. Sa mère, Louise Lashermes (1855-1939), fille de notaire, appartient à une ancienne famille de riches maîtres artisans tanneurs, orfèvres, puis de faïenciers du Puy très appréciés, les Lashermes.

### Jeunesse et études
Très jeune, Albert Boudon-Lashermes devient « fouilleur et dénicheur de poterie antique », son père et son oncle le conduisant « au Camp d'Antoune (à Salettes), aux grottes de Sinzelles (à Polignac), de Roche-Aubert et de Couteaux (à Lantriac) ».
Il écrit ses premiers poèmes et pièces de théâtre sous son nom ou sous le pseudonyme Larifitanfoy..
Après des études secondaires au collège Saint-Michel à Saint-Étienne, il s'inscrit à la faculté de droit de l'université de Grenoble. En 1908, il devient docteur en droit en soutenant une thèse de doctorat sur La Sénéchaussée présidiale du Puy,.

### Le fouilleur
Albert Boudon-Lashermes est à l'origine de la découverte du camp d'Antoune au sud de la Haute-Loire et de celle du château du Mézenc.

### Le félibre vellave
Il choisit d'écrire en provençal plutôt qu'en auvergnat du Velay.
Désireux de ressusciter la Cour de l'Épervier, il fonde l'Escolo felibrenco velaienco et devient mainteneur des Jeux floraux du pays vellave (la demande de maintenance a été faite à Mistral en 1912).
Mistral lui-même préface, en mars 1914, son recueil Glòri óublidado, Pouèmo prouvençau. C'est la dernière préface du grand poète provençal qui meurt le 25 mars 1914 : « E lou cabiscòu de l'Escolo, lou baile velaien, mèste Boudoun Las Hermes, vuei nous regalo d'un recuei de pouësìo epico, li Glòri óublidado, que, talamen es linde, éu nous sèmblo espeli en ribo de Vau-Cluso! » ; traduction : « et le cabiscou de l'École, le baile vellave, meste Boudon Las-Hermes, nous régale aujourd'hui d'un recueil de poésies épiques, les Gloires oubliées. Il est si limpide qu'il nous semble éclos sur les rives de Vaucluse »).
Comme indiqué dans la citation, il est baile (secrétaire) de son escolo felibrenco velaienco.

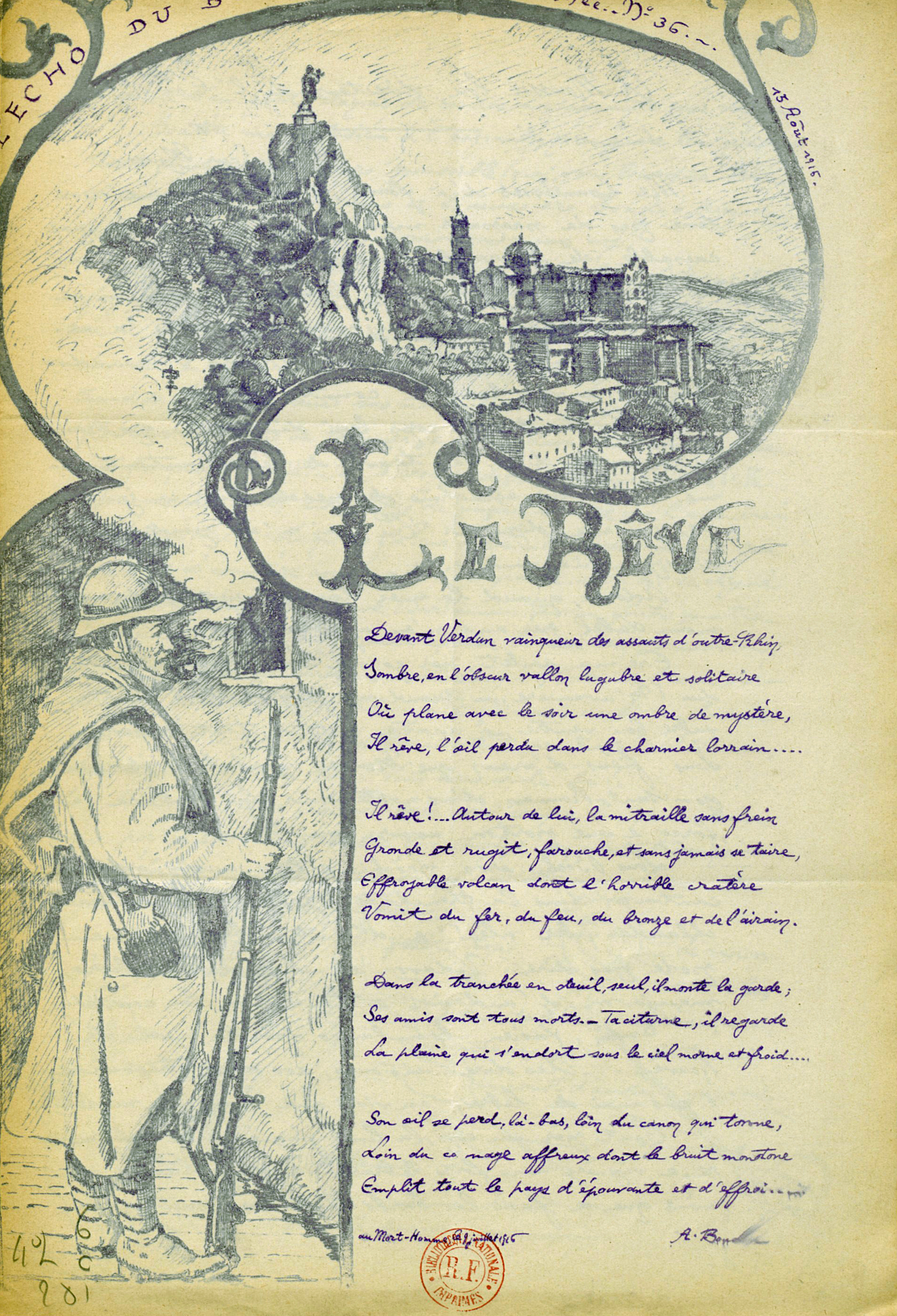
Écho du boqueteau numéro 36 du 15 août 1916, le poème est d'Albert Boudon-Lashermes et l'illustration représente un poilu et la ville du Puy-en-Velay

### Le rédacteur deL'Écho du Boqueteau/L'Ecò dóu Bousquetoun
Soldat pendant la guerre de 1914-1918, Albert Boudon-Lashermes fonda en janvier 1915 L'Escolo dóu Boumbardamen qui faisait paraître un journal L'Écho du Boqueteau / L'Ecò dóu Bousquetoun, publié en français et en langue d'oc, d'abord bilingue puis en deux éditions distinctes. Pour pouvoir s'abonner, il fallait être en première ligne ou alors blessé. Le 21 juin 1916, la version en provençal porte aussi le titre de Journalet Di Felibre dòu Front et devient, sous la plume de l'éditorialiste du moment, « nostre journalet prouvençau ».

### L'organisateur de la fête de la Sainte-Estelle en 1936
Du 11 au 14 juillet 1936, Albert Boudon-Lashermes organisa, à Saint-Julien-Chapteuil la fête félibréenne de la Sainte-Estelle, mêlée de néodruidisme : « Messe avec sermon en langue vellave, banquet, danses, montée au château de Chapteuil en costume médiéval à la rencontre des druides se succèdent ». Ces festivités furent boudées par les historiens locaux.

### Le directeur de la revueTerroirs
De 1937 à 1939, Albert-Boudon Lashermes fut le directeur d'une revue appelée Terroirs. Organe régionaliste des provinces françaises.

### L'inventeur des chibottes
Avec la publication de ses livres Le Vieux Puy. Les origines de la cité d'Anis (1923) et Histoire du Velay. Le Velay gallo-grec (1958), Albert Boudon-Lashermes lança et popularisa le terme de « chibotte » pour désigner les cabanes en pierre sèche de la région du Puy, dites jusque là tsabones en français local, c'est-à-dire « cabanes ». Cette opération de substitution fut le corollaire d'un processus de mythification des cabanes locales, promues au rang de cabanes « ligures » par ce savant.
Il a été fait maître en gai savoir du Félibrige.

### Disparition
Albert Boudon-Lashermes est inhumé au cimetière du Nord du Puy-en-Velay.

## Publications
En 65 ans d'activité littéraire, de 1897 à 1962, Albert Boudon-Lashermes a écrit, selon François-Hubert Forestier, professeur honoraire à la faculté de Nantes qui en a dressé l'inventaire, 165 ouvrages plus ou moins volumineux, dont une part importante n'a pas été publiée. Son œuvre publiée, écrite en français, couvre l'histoire du Velay de l'antiquité à la période moderne, mais aussi son folklore, :
- [1908] La sénéchaussée présidiale du Puy, Typographie et lithographie C. Legrand, 1908, 334 p..
- [1911] Les Chouans du Velay : le mouvement contre révolutionnaire dans l'ancien diocèse du Puy, 1911 (réimpr. association des Amis d'Albert Boudon-Lashermes,1989).
- [Larifitanfoy (pseudo)  1911] Voyage en Orient du premier ministre du roi de Chosson (réimpr. 1994).
- [1911] Le vieux Puy : vieux logis et vieilles familles (ill. Gaston de Jourda de Vaux), Théolier, 1911 (réimpr. 1973, Éditions des 4 Seigneurs, Grenoble, préface de Michel Pomarat), 425 p..
- [1920] Chansons des tranchées, 1920.
- [1923] Les Origines de la cité d'Anis des origines à la conquête romaine, Le Puy, impr. Peyriller, Rouchon et Gamon, 1923, 287 p..
- [1924] La peinture mozarabe et l'art arabe dans le diocèse du Puy, 1924.
- [1930] Les Vigueries carolingiennes dans le diocèse du Puy, Thouars, 1930 (réimpr. Imprimerie nouvelle, Le Puy, 1930 ; L'Éveil de la Haute-Loire, Le Puy-en-Velay, 1979), 239 p..
- [1930] Le consulat du Puy, Thouars, Impr. Nouvelle J. Gamon, 1930, 144 p..
- Almanach vivarais, 1932
- [1935] Les Vigueries carolingiennes vellaves, Yssingeaux, Impr. P. Michel, 1935 (réimpr. L'Éveil de la Haute-Loire, Le Puy-en-Velay, 1979), 336 p..

La fiabilité des deux études sur les vicairies vellaves est mise en doute par Christian Lauranson-Rosaz dans son article « À l'origine des territoires de justice : vicaria, districtus et périmètres de paix », dans Histoire de la justice, 2011/1 (no 21), pages 9 à 28 (voir note 9) : « Nous tairons les travaux fantaisistes d’Albert Boudon-Lashermes, Les Vicairies carolingiennes dans le diocèse du Puy, Thouars, 1930, et Les Vicairies carolingiennes vellaves, Yssingeaux, 1935, qui arrive à un total de 22 vicairies vellaves sans aucune référence ou avec des références inexactes. ».
- [1958] Histoire du Velay : le Velay gallo-grec, Éditions Subervie, 1958, 190 p..
- Les parsonniers vellaves : dynasties d'artistes et de lettrés, vol. 1 (réédition par l'association des Amis d'Albert Boudon-Lashermes en 1997)
- [1989] Podium Sanctae Maria : La Déesse Vélauna et les trois images de N.D. du Puy (préf. Michel Pomarat) (auparavant inédit, l'écriture de cet ouvrage précède celle des Origines de la cité d'Anis et du Grand Pardon de N.-D. et l'église du Puy de 992 à 1921), Le Breuil-de-Doue, Association des amis de Boudon-Lashermes, IV-217 p., sur gallica (lire en ligne).

## Lieux et monuments
Sa maison était au Breuil de Mercœur à Brives-Charensac.

## Postérité
En 1993, le jour de l’inauguration à Brives-Charensac d’un buste à sa mémoire, son gendre P. Donnadieu a ainsi résumé son œuvre : « Redonner à notre passé vellave toute sa dimension : retour aux sources les plus lointaines, étude approfondie de son histoire, renouveau du folklore, réhabilitation et diffusion de la langue d’oc, reconstitution des généalogies, amour de la poésie... culte de l’amitié ».
Certaines de ses chansons en occitan ont été mises en chanson,.
Les Fêtes du Roi de l'Oiseau qui se déroulent en septembre au Puy sont le prolongement et l'extension d'une de ses initiatives des années 1930.
Une association des amis d'Albert Boudon-Lashermes, rassemblant des personnes qui l'ont connu, a vu le jour en 1984 au Puy. Elle a été présidée par Paul Donnadieu, puis Paul Brunel. Elle se donne pour mission d'étudier et de poursuivre ses œuvres et ses recherches. Elle s'est renommée Sur les pas d'Albert Boudon-Lashermes en 2013.